# جو ساكيتش
جو ساكيتش (مواليد 7 يوليو 1969) هو لاعب هوكي جليد معتزل كندي، قضى مسيرته مع فرق كيبك نورديك وكولورادو أفالانتش.